# Rosen på Tistelön (film, 1915)
Rosen på Tistelön är en svensk dramafilm från 1915 i regi av Georg af Klercker. 

## Om filmen
Filmen premiärvisades 25 oktober 1915 på biograf Sibyllan i Stockholm. Filmen spelades in vid Victoriabiografens bakgårdsateljé i Göteborg med exteriörer från västkusten av Sven Pettersson och Gösta Stäring. Som förlaga har man en fri tolkning av Emilie Flygare-Carléns genombrottsroman Rosen på Tistelön som utgavs 1842.

## Rollista i urval
- Victor Arfvidson – Efraimsson, fiskare
- Anna Löfström – Hans hustru
- Elsa Carlsson – Anna, deras dotter
- Eric Malmberg – Bernhard, deras son
- Frans Oscar Öberg – Lilja, kustsergeant
- Algot Gunnarsson – Strömberg, kustroddare